# معركة الكفرة (1941)
معركة الكفرة كانت جزء من حملة الحلفاء للصحراء الغربية خلال الحرب العالمية الثانية. الكفرة هي مجموعة أحواض وواحة في جنوب شرق برقة في الصحراء الليبية. في عام 1940، كانت الكفرة جزءًا من مستعمرة ليبيا الإيطالية ، والتي تم تأسيسها في عام 1934. مع بعض المساعدة المبكرة من مجموعة الصحراء البريطانية طويلة المدى، تم الاستيلاء على الكفرة من قبل قوات فرنسا الحرة، بعد أن استسلمت الحامية الإيطالية والليبية بعد حصار من 31 يناير إلى 1 مارس 1941.